# Хумо, Авдо
Авдо Хумо (босн. Avdo Humo, 1 февраля 1914, Мостар, Австро-Венгрия — 24 января 1983, Опатия, Югославия) — югославский боснийский государственный деятель, председатель Исполнительного веча Боснии и Герцеговины (1953—1956).

## Биография
Включился в революционное движение ещё в школьные годы в Мостаре. Поступил на филологический факультет в Бихаче, продолжил образование в Белграде, где выступил одним из организаторов и участников в акциях студентов-социалистов. В 1934 г. вступил в Союз коммунистической молодежи Югославии, в 1935 г. — в ряды КПЮ. В 1940 г. был избран в состав земельного комитета КПЮ Боснии и Герцеговины.
С 1941 г. активно участвовал в национально-освободительном движении против фашистской оккупации. Занимался организацией подпольной работы, в 1943 г. стал одним из основателей движения «Освобождение». Был членом югославской делегации на парижской конференции 1946 г.
В послевоенное время занимал ряд ответственных государственных и партийных должностей:
- 1946—1948 гг. — член Политбюро и секретарь республиканского комитета Коммунистической партии и Боснии и Герцеговины,
- 1945—1948 гг. — заместитель премьер-министра,
- 1953—1956 гг. — председатель Исполнительного веча Боснии и Герцеговины,
- 1956—1958 гг. — министр финансов Федеративной Народной Республики Югославии.

Затем занимал посты вице-президента Совета Федерации Федерального Собрания Югославии, президента Федеральной комиссии по атомной энергии, президента Федерального Совета по координации научной деятельности.
Являлся председателем Комиссии Президиума СКЮ по культуре.
В 1972 г. вместе с Османом Карабеговичем был исключен из партии по официальной версии «за несогласие с политикой КПЮ», а по неофициальной — за националистическую пропаганду в Боснии.